# Barrage d'Infiernillo
Le barrage Infiernillo (littéralement le petit enfer) est un barrage sur la rivière Balsas, situé dans l'État de Michoacan au Mexique. Le barrage abrite une centrale hydroélectrique contenant six turbines, pour une puissance installée totale de 1 120 MW.  

## Caractéristiques
Il s'agit d'un barrage en remblai haut de 149 m, pour une longueur de 344 m. Il appartient à la Comisión Federal de Electricidad.  

## Chronologie
La construction du remblai du barrage a commencé en août 1962 et, le 7 décembre 1963, lit de la rivière a été bouché. Les tunnels de dérivation ont été fermés et le réservoir a commencé à se remplir le 15 juin 1964. Sa première turbine a été mise en service le 25 janvier 1965,. 